# Франкенштајн (филм из 1931)
Франкенштајн (енгл. Frankenstein) је амерички хорор филм преткодовског Холивуда из 1931. године, режисера Џејмса Вела, рађен по роману списатељице Мери Шели, Франкенштајн или модерни Прометеј, и представља његову другу филмску адаптацију. У главним улогама су Борис Карлоф, Колин Клајв и Меј Кларк.
Филм је остварио огроман финансијски успех и са буџетом од 260 хиљада $ остварио је зараду од преко 12 милиона $. Осим тога, филм је добијао, а и данас добија одличне критике, те је на сајту Rotten Tomatoes оцењен са 100%. Заједно са Дракулом, који је објављен неколико месеци раније, започео је еру хорора продукцијске куће Јуниверсал пикчерс. У једној од главних улога је и Едвард ван Слоун, који тумачи др Валдмана, а претходно се прославио сличном улогом у Дракули, где је тумачио лик Абрахама ван Хелсинга.
Године 1991, Конгресна библиотека сврстала је Франкенштајна на списак Националног филмског регистра, као „културно, историјско и естетски значајан филм”. Због комерцијалног успеха, филм је добио бројне римејкове и наставке, од којих је први објављен 4 године касније под насловом Франкенштајнова невеста. По бројним критикама, наставак је успео и да надмаши успех оригинала.

## Радња
Др Хенри Франкенштајн опседнути је научник који покушава да од делова тела обешених криминалаца, које је ископао са локалног горбља, створи нови љуски живот. Након што његов помоћник украде мозак из лабораторије др Валдмана, Франкенштајн долази до свих делова. Када састављене делове изложи великој грмљавини, чудовиште оживљава, док Франкенштајн кроз хистеричан смех виче: Живо је!
Све се закомпликује када чудовиште побегне из лабораторије и почне да убија недужне људе...

## Улоге
| Глумац           | Улога                     |
| ---------------- | ------------------------- |
| Колин Клајв      | др Хенри Франкенштајн     |
| Меј Кларк        | Елизабет Лавенца          |
| Борис Карлоф     | Франкенштајново чудовиште |
| Едвард ван Слоун | др Валдман                |
| Џон Болс         | Виктор Мориц              |
| Фредерик Кер     | барон Франкенштајн        |
| Двајт Фрај       | Фриц                      |
| Лајнол Белмор    | хер Вогел                 |
| Мерилин Харис    | мала Марија               |
| Мајкл Марк       | Лудвиг                    |